# Kostel Nejsvětějšího Jména Ježíš (Křišťanov)
Kostel Nejsvětějšího Jména Ježíš ve Křišťanově je filiální kostel římskokatolické farnosti Zbytiny a kulturní památka České republiky. Do konce roku 2019 byl farním kostelem zrušené farnosti farnost Křišťanov.
Kostel byl postaven v letech 1798–1799, v klasicistním stylu. Vysvěcen byl dne 17. listopadu 1799. V roce 1843 byl kostel vymalován, o tři roky později byla o patro zvýšena sakristie pro samostatnou oratoř.

## Architektura

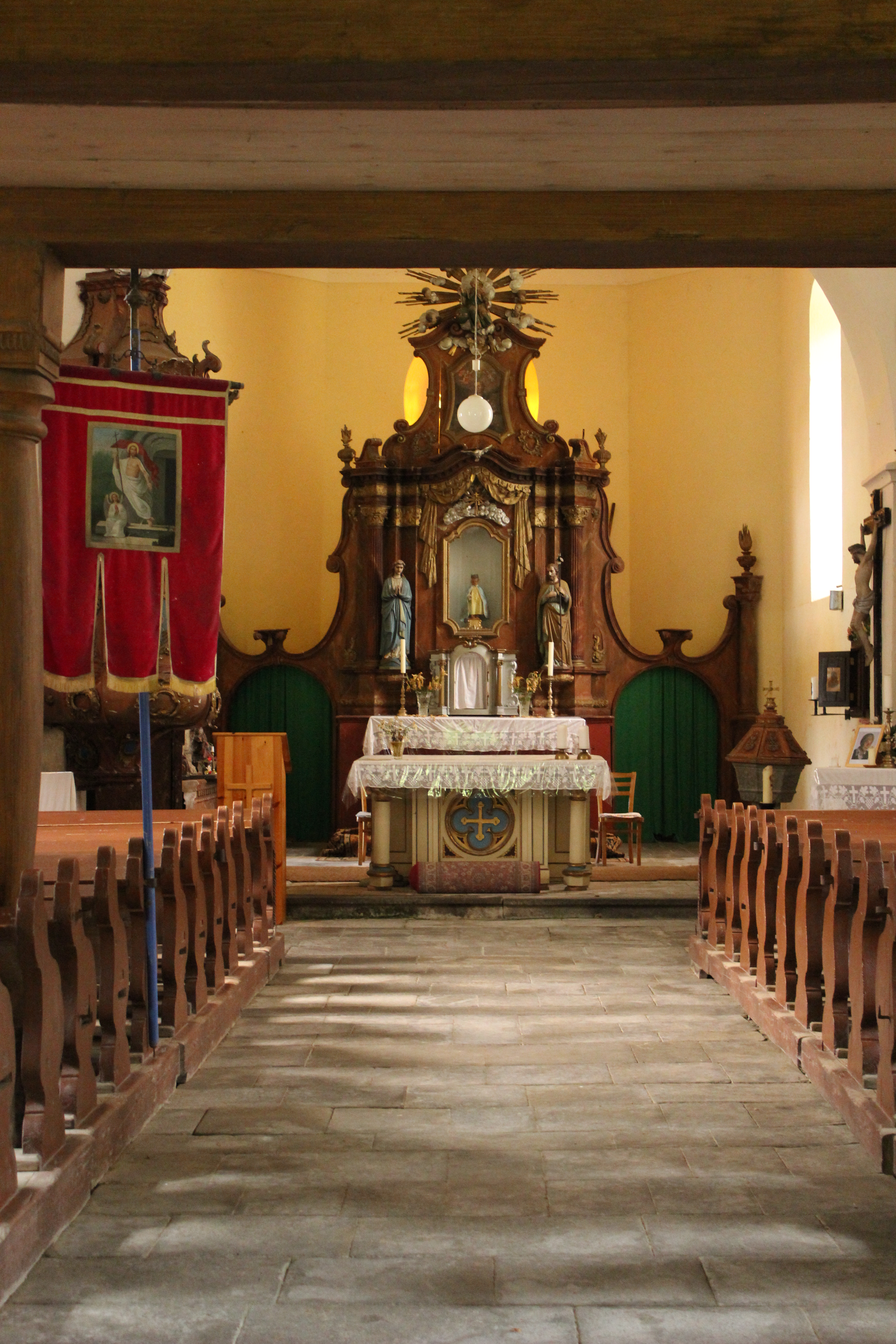
Interiér kostela

Kostel je jednolodní orientovaná stavba s užším trojboce uzavřeným presbytářem, západní průčelí má v ose nízkou předsíňku a je završeno dřevěnou věžičkou s mansardovou střechou. Interiér je plochostropý, loď kostela je 14,9 metrů dlouhá a 9,4 metry široká, v její západní části je dřevěná kruchta nesená čtveřicí dřevěných sloupů, na východě je od presbyteria oddělená triumfálním obloukem. Ke kněžišti hlubokému 8,1 metr a širokému 6,5 metru přisedá na severní straně patrová sakristie, která je jako jediný prostor klenutá valenou klenbou s výsečemi. Loď kostela má sedlovou střechu, střecha presbytáře je zakončená valbou, valbové střechy má i sakristie a západní předsíň, krytina je šindelová. Fasády jsou hladké, členěné pouze okny a barevně zvýrazněnou fabionovou římsou.

## Zařízení
Rokokový hlavní oltář je současný se založením kostela, v roce 1843 byl doplněn obrazem svatého Jana Nepomuckého a sochami svaté Anny a svatého Jáchyma. Boční barokní sloupový oltář s obrazem svatého Linharta je doplněn mladšími sochami svatého Prokopa a Floriána, protějškový boční oltář z poloviny 18. století nese obraz neposkvrněné Panny Marie a mladší sochy svatého Jana Nepomuckého a svatého Václava. V roce 1918 byly v kostele tři zvony, z nichž nejstarší a největší z roku 1699, zřejmě z jiného kostela, byl ulit v Praze Antonínem Schönfeldem. Varhany vyrobil krumlovský varhanář Franz Jüstl.